# Rolex Oyster
La Rolex Oyster est un modèle de montre à mouvement automatique fabriquée par Rolex. Il s'agit de la toute première montre-bracelet étanche au monde, dont la fabrication remonte à 1926.

## Histoire
Après avoir résolu le problème de la fiabilité, Hans Wilsdorf commence alors à travailler sur le second grand défaut des montres de l’époque : la poussière et l’humidité s’y infiltrent sous le cadran et par la couronne, en endommageant le mouvement. Pour y remédier, la marque met au point et produit, le 24 novembre 1926, le modèle Rolex Oyster, première montre étanche dotée d’une couronne révolutionnaire.
Les consommateurs de l’époque restent toutefois sceptiques quant à la faculté d’une montre à être totalement étanche. Comme démonstration, Rolex installe, dans les vitrines de ses principaux points de vente, des aquariums remplis, dans lesquels se trouvent des Oyster. Cette campagne publicitaire crée alors une importante reconnaissance publique de la marque qui, depuis lors, reste parmi les marques les plus connues du grand public.
Le 7 octobre 1927, Mercedes Gleitze, une jeune nageuse britannique, traverse la Manche à la nage avec une Oyster au poignet. Cette sportive qui est la première femme à réussir à traverser la Manche sans assistance sera la première d’une longue série de Rolex Ambassadors. Son exploit permet à la marque de démontrer l’étanchéité de son modèle. Afin de promouvoir cet exploit auprès du grand public, Rolex s’offre alors la première publicité jamais réalisée pour une marque de montres, sous la forme de la première page du quotidien Daily Mail. Cette page contient l’annonce de la traversée de la Manche par l’Oyster, mais cette annonce, centrée, ne couvre qu’à peine le premier quart de la page ; le reste est consacré aux différents modèles de la marque, en particulier les montres de cocktails pour dames.
Aujourd'hui, l'Oyster Perpetual offre un large choix de tailles et de couleurs de son boîtier Oyster garanti étanche jusqu'à 100 mètres.